# Скидавеј Ајланд (Џорџија)
Скидавеј Ајланд (енгл. Skidaway Island) насељено је место без административног статуса у америчкој савезној држави Џорџија.

## Демографија
По попису из 2010. године број становника је 8.341, што је 1.427 (20,6%) становника више него 2000. године.
| Група             | 2000.         | 2010.         |
| Белци             | 6.703 (96,9%) | 7.954 (95,4%) |
| Афроамериканци    | 33 (0,5%)     | 69 (0,8%)     |
| Азијати           | 95 (1,4%)     | 155 (1,9%)    |
| Хиспаноамериканци | 53 (0,8%)     | 112 (1,3%)    |
| Укупно            | 6.914         | 8.341         |